# Theodora Paschalidou
Theodora Paschalidou (en griego: Θεοδώρα Πασχαλίδου; Polígiros, 12 de marzo de 1997) es una deportista griega que compite en judo adaptado. Ganó una medalla de bronce en los Juegos Paralímpicos de París 2024, en la categoría de –70 kg (clase J1).

## Palmarés internacional
| Juegos Paralímpicos | Juegos Paralímpicos | Juegos Paralímpicos | Juegos Paralímpicos |
| Año                 | Lugar               | Medalla             | Categoría           |
| ------------------- | ------------------- | ------------------- | ------------------- |
| 2024                | París (Francia)     | Medalla de bronce   | –70 kg J1           |